# Péchot-Bourdon

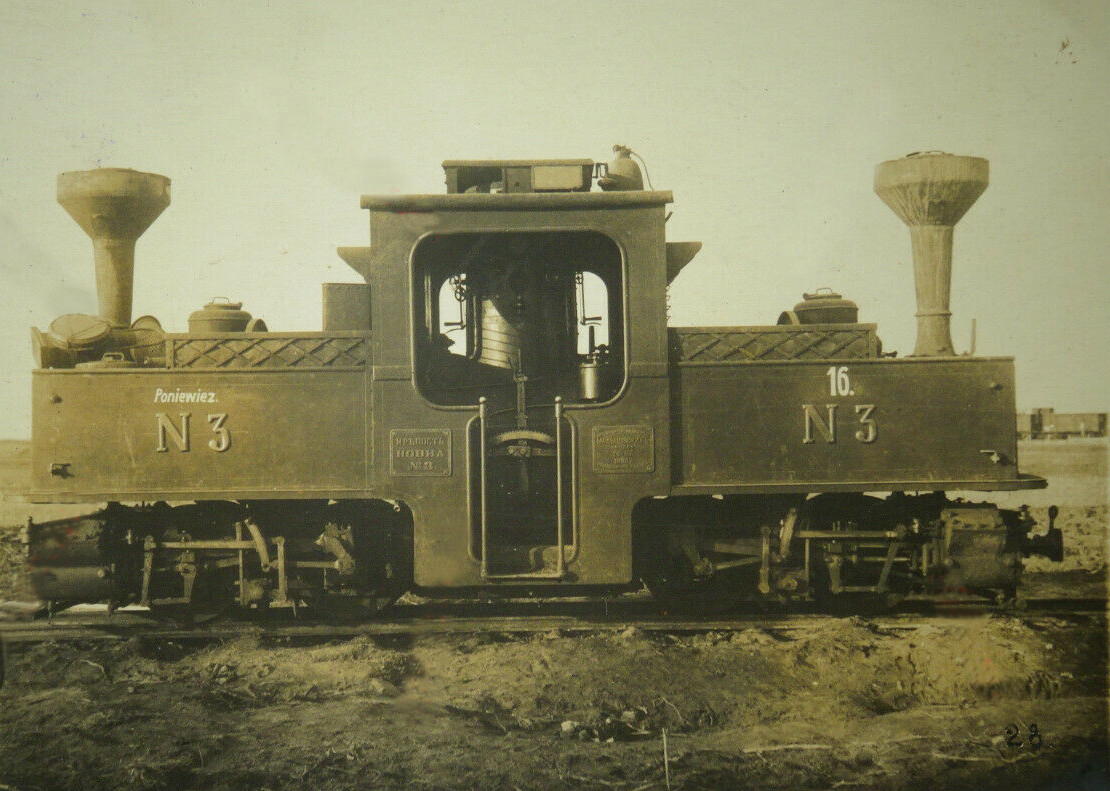
Russische 750-mm-Lok der Malzow-Werke für die Festung Kowno (jetzt Kaunas, Litauen), Baujahr 1899

Die Dampflokomotiven der Bauart Péchot-Bourdon waren Fairlie-Lokomotiven, die für Feldbahnen des französischen Militärs entwickelt wurden. Ihre Spurweite war 600 mm.

## Geschichte

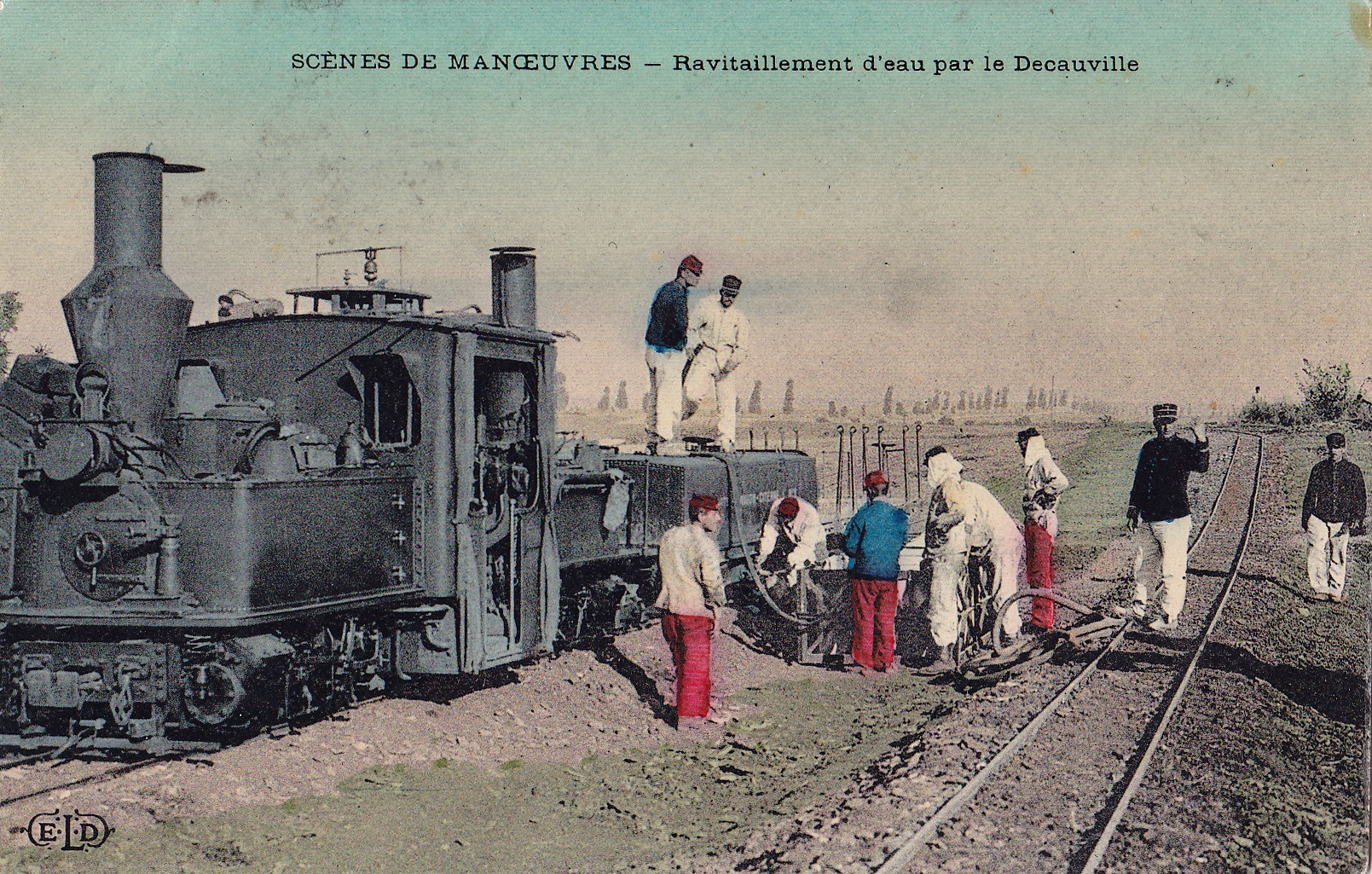
Historische Postkarte mit Militärfeldbahn, um 1907.

Benannt ist die Péchot-Bourdon nach ihren Erfindern, einem Artilleriekapitän namens Péchot und einem Ingenieur namens Bourdon. Die beiden erhielten 1887 ein Patent auf diese Bauart, die einige Konstruktionsmerkmale enthielt, die sie von den ebenfalls patentierten britischen Fairlie-Lokomotiven unterschied (siehe Technik).
Das Französische Heereseisenbahn (Chemin de fer militaire stratégique) verwendete diese Lokomotiven vor allem für den schweren Munitionstransport. Bis 1914 wurden von verschiedenen französischen Herstellern (Cail, Decauville, Fives-Lille) 52 Exemplare geliefert.
Nach Ausbruch des Ersten Weltkriegs vergab die französische Regierung Aufträge zum Bau von Lokomotiven an die USA, weil die eigenen Betriebe mit der Produktion von Rüstungsgütern ausgelastet waren. Baldwin fertigte insgesamt 280 Péchot-Bourdon-Lokomotiven – die ersten 100 in weniger als drei Monaten nach Auftragserteilung am 1. Februar 1915. Die übrigen Maschinen wurden bis 1916 ausgeliefert. Weitere 15 Lokomotiven wurden von der North British Locomotive Company gebaut.
Die Lokomotiven wurden überwiegend für den Zubringerdienst zwischen dem bestehenden Bahnnetz und den Frontlinien und Festungsbauwerken verwendet. 19 Lokomotiven sollen nach Algerien geliefert worden sein. Baldwin baute 1921 noch einmal eine einzelne Lokomotive dieser Bauart für die japanischen Militäreisenbahnen. Weitere Lieferungen oder einen Nachbau in Japan hat es aber nicht mehr gegeben.

## Technik

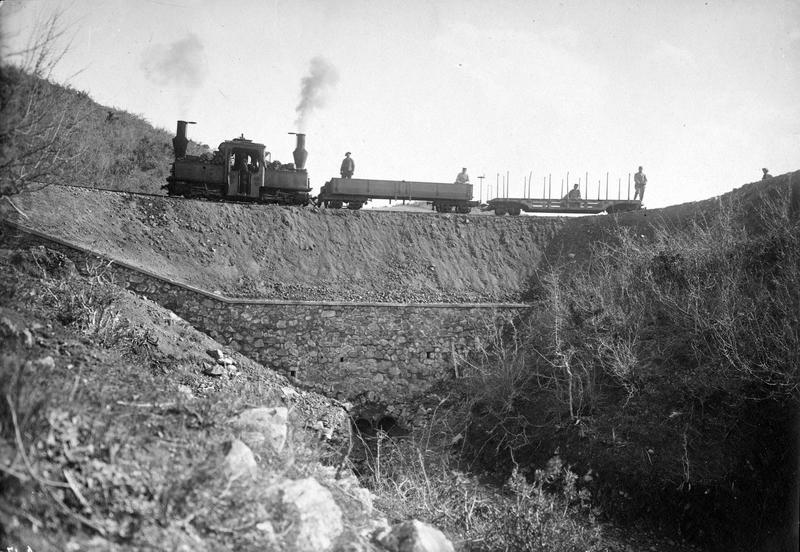
Zug mit Péchot-Bourdon-Lokomotive auf der Kodza-Déré-Decauville-Bahn in Makedonien, 1917

Obwohl es sich mit dem Doppelkessel und zwei angetriebenen Drehgestellen im Prinzip um Double-Fairlies handelt, weichen die Péchot-Bourdon-Lokomotiven in einigen charakteristischen Punkten von den britischen Fairlie-Lokomotiven ab. Entscheidender Unterschied ist der einzelne Dampfdom in Lokomotivmitte, während die „echten“ Fairlie-Lokomotiven stets zwei Dampfdome haben. Vorteil dieser Bauart war ein konstanter Wasserspiegel im Bereich des Doms, unabhängig von der Steigung der Strecke. Auch die relativ kurzen Kesselhälften trugen dazu bei, dass der Wasserstand auch bei 10 % Steigung noch ausreichend war.
Die Drehgestelle ermöglichen das Befahren von Radien ab 20 m Halbmesser. Dabei sind die Drehzapfen der Drehgestelle so konstruiert, dass der Dampf zu den Zylindern durch sie hindurch geleitet wird. Am inneren Ende der Drehgestelle befindet sich eine gefederte Abstützung, die das Gewicht der Zylinder ausgleicht und für eine gleichmäßige Lastverteilung auf alle vier Achsen sorgt.
Beide Dampfmaschinen sind unabhängig voneinander steuerbar – im Fall der Beschädigung eines der beiden Triebwerke konnte eine Lokomotive damit noch aus der Gefahrenzone gefahren werden.

## Verbleib
Heute sind noch zwei erhaltene Exemplare bekannt.
Während des Zweiten Weltkriegs gelangten zwei Péchot-Bourdon-Lokomotiven nach Jugoslawien und wurden bis in die 1950er Jahre in einem Braunkohletagebau bei Kostolac in Serbien eingesetzt. Anschließend kam eine der Lokomotiven ins Belgrader Eisenbahnmuseum und später ins Schmalspurmuseum von Požega.
Die andere Lok stammt vermutlich aus einer Lieferung der Baldwin Locomotive Works in den USA im Jahr 1916 an die französische oder amerikanische Armee. Sie wurde 1944 auf dem Landübungsplatz der Wehrmacht in Dessau eingesetzt. Im Jahr 1945 fuhr sie auf der Magdeburger Trümmerbahn. Schließlich kam sie über das Reichsbahnausbesserungswerk Karl-Marx-Stadt 1955 nach Dresden. Der VEB Lokreparatur Tharandt arbeitete die Lok 1958 museumsgerecht auf. Danach wurde sie im Verkehrsmuseum Dresden ausgestellt, bis sie am 20. September 2019 ins Frankfurter Feldbahnmuseum gebracht wurde.

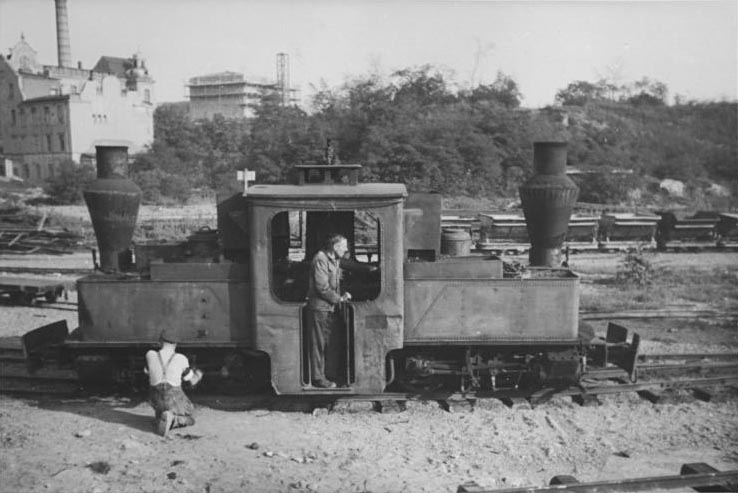
Auf der Magdeburger Trümmerbahn (1950) …
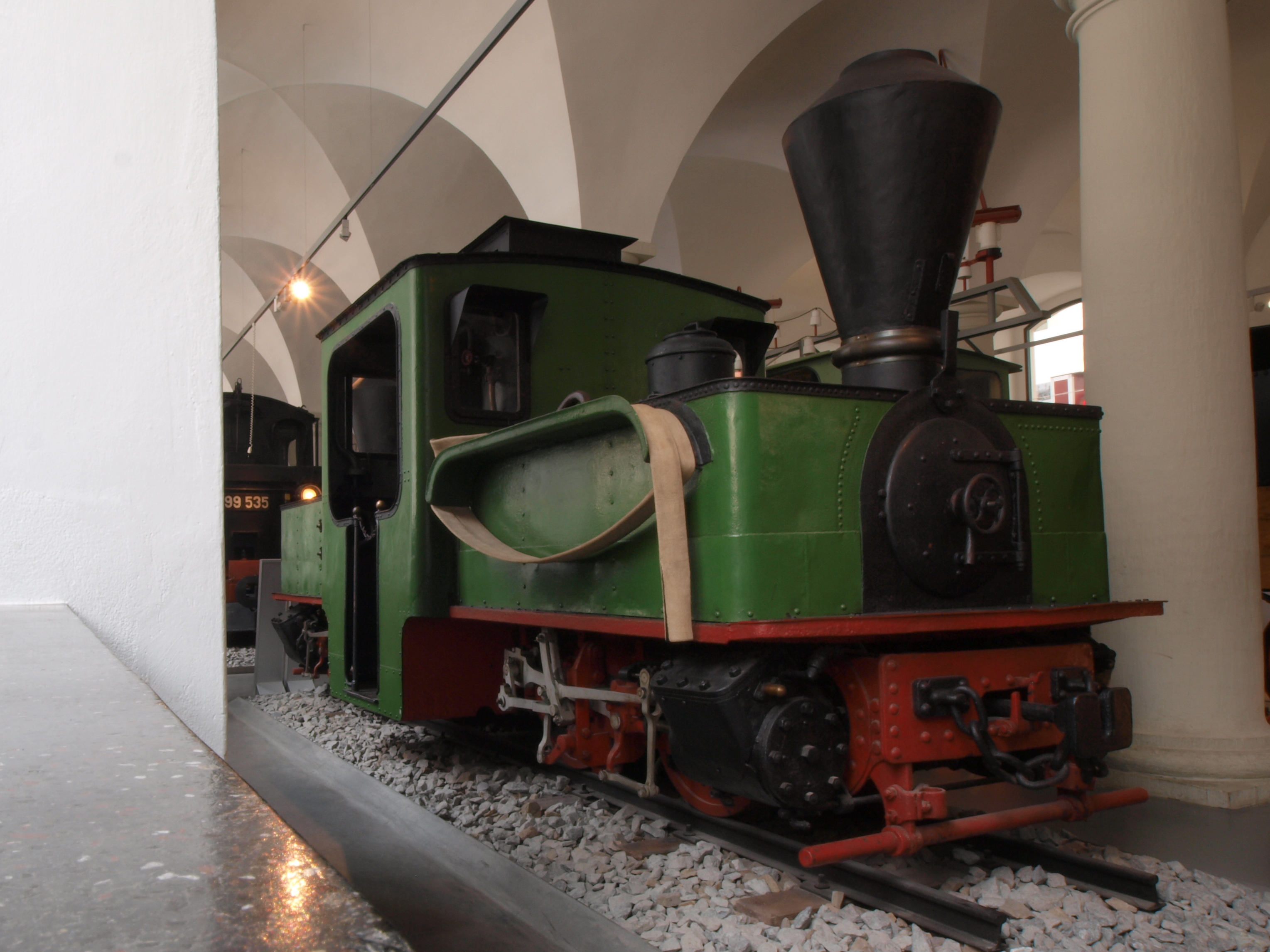
… und bis 2019 im Verkehrsmuseum Dresden.
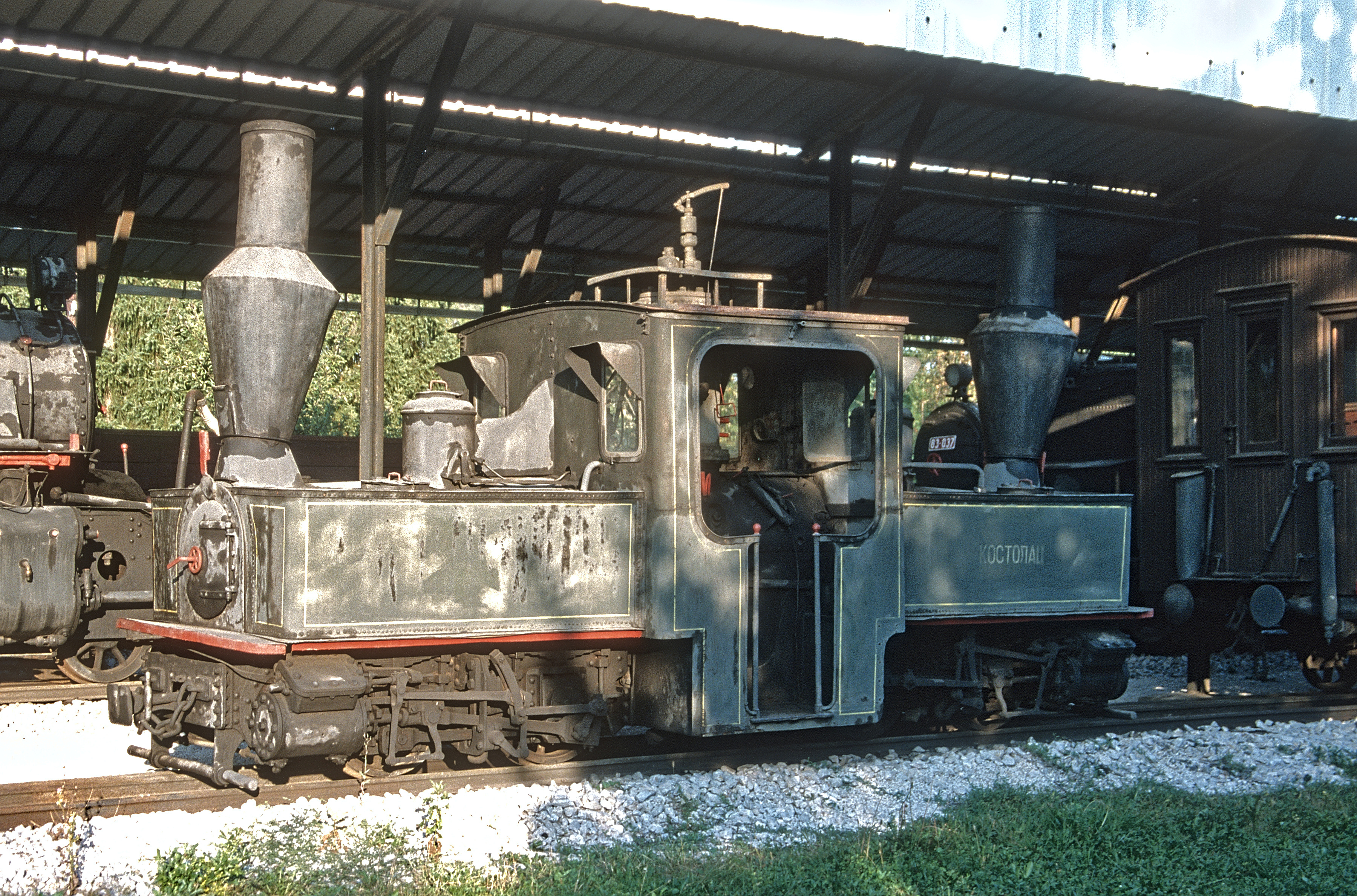
„Kostolac“ im Museum in Požega (2003).